# Segunda batalla de Tikrit
La segunda batalla de Tikrit (2 de marzo-17 de abril de 2015) fue un enfrentamiento armado por el control de la ciudad de homónima, capital de la gobernación de Saladino, librada entre las fuerzas armadas de Irak y sus aliados chiíes, suníes, iraníes y occidentales, contra los terroristas del autoproclamado Estado Islámico (EI).

## Trasfondo
Tikrit, la ciudad natal de Sadam Huseín, cayó en manos del Estado Islámico en junio de 2014. Un primer intento de recuperar la urbe fue repelido por el grupo terrorista, y la misma suerte corrieron otros en julio y diciembre de ese año. El EI se afianzó en la ciudad y el territorio circundante.
Por la mañana del 19 de agosto, soldados y milicianos iraquíes lanzaron una gran ofensiva desde el sur y suroeste para recuperar Tikrit. Sin embargo, hacia la tarde el ataque no solo había sido repelido, sino que el ejército perdió sus posiciones al sur de la urbe.
A principios de diciembre, las fuerzas armadas iraquíes volvieron a asediar la ciudad en otro intento de recapturarla, pero tras un par de semanas de combate, ésta ofensiva fue rechazada una vez más por los terroristas.

## Ofensiva
El 2 de marzo, el gobierno iraquí lanzó una masiva operación militar para recapturar Tikrit, con entre 20 000 y 30 000 soldados aliados y apoyo aéreo, asediando la ciudad en tres frentes.
El 3 de marzo, las fuerzas de seguridad iraquíes —en cooperación con las tribus y las milicias locales— capturaron los estratégicos campos de petróleo de Alas y 'Ajeel, en el este de Tikrit, después de que los terroristas fueran implacablemente bombardeados por una andanada de proyectiles de artillería y disparos desde el este. Debido a su retirada de los campos petrolíferos de Alas y 'Ajeel , el EI se vio obligado a retirarse hacia uno de sus últimos reductos en la ciudad de Al Alam, donde se esperaba que el EI preparara su última resistencia contra el ejército iraquí y sus aliados en el sector norte del conflicto. Al Alam es el último puente de tierra para las comunicaciones del EI con el resto de sus territorios en la provincia, y si se cortaba, implicaría su cerco.
Continuando con su exitosa ofensiva, las fuerzas de seguridad tomaron el control completo de la ruta entre Tuz Khumato y Tikrit, izando la bandera iraquí en la comisaría en la ciudad de Ksayba, siguiendo sus feroces enfrentamientos con yihadistas del EI. Al este de Tikrit, los iraquíes y sus aliados capturaron las montañas de Hamrin (Jabal Hamrin), matando a un número de terroristas en el proceso. Según la fuente de medios iraquí, Haidar Sumeri, cuatro atacantes suicidas murieron durante la batalla, incluyendo una mujer identificada entre los yihadistas muertos.
El progreso durante toda la batalla había sido relativamente lento, debido al alto número de bombas caseras que el EI había plantado a lo largo de las posibles vías de avance hacia Tikrit, haciendo necesario que los comandantes aliados operaran con la diligencia y precaución. Otro factor que contribuyó a la ralentización del avance aliado fue el gran número de francotiradores que el grupo terrorista utilizó en la batalla por Tikrit.
El 5 de marzo, los terroristas prendieron fuego los pozos de petróleo del campo Ajil, en un intento de impedir los ataques aéreos contra sus posiciones. Según fuentes militares, los iraquíes retomaron la aldea de al-Maibdi, en la ruta entre Tikrit y Kirkuk, así como los campos petroleros cercanos Ajil y Alas. El 7 de marzo, la estratégica ciudad de Al Dur, ubicada al sur de Tikrit, fue recapturada del EI y asegurada, permitiendo a los aliados avanzar aún más hacia el norte, en apoyo a otros contingentes en la ribera oriental del río Tigris, hacia la propia Tikrit.
El 9 de marzo, las fuerzas aliadas capturaron la ciudad de Al Alam, que se encuentra al noreste de Tikrit, y era la última línea de comunicación que le quedaba al EI con sus territorios al norte. Esto dejó efectivamente los terroristas rodeados y atrapados en Tikrit. A pesar de que el EI volara el puente sobre el río Tigris para impedir que los aliados avanzaran en el margen oriental del mismo, éstos lograron montar una ofensiva a través del río y establecer una cabeza de puente, aunque otras fuentes informaron que la destrucción del puente detuvo momentáneamente el avance en este sector, con una fuente afirmando que «yihadistas del EI volaron un puente vital sobre el río Tigris, lo que puede retrasar las operaciones de progreso en la parte oriental de Tikrit». 
El EI había estado sufriendo fuertes bajas, con informes de sus cadáveres inundando las calles, y con solo entre 2.000 y 3.000 terroristas remanentes para hacer una última resistencia en la propia ciudad de Tikrit. También, en este momento, el EI los cadáveres de sus desertores en la entrada de la ciudad norteña de Hawija, según el corresponsal en jefe de Al Rai Elías. J Magnier.
Para el 12 de marzo, aproximadamente el 75% de la ciudad de Tikrit estaba en manos aliadas, mientras que el resto se mantuvo bajo control del EI, con solo unos pocos cientos de terroristas restantes resistiendo en amarga defensa en el corazón de Tikrit. Bajo estas circunstancias desesperadas, el EI habría recurrido al uso de gas de cloro contra los soldados iraquíes.
El 13 de marzo, se informó de que los milicianos chiíes y las tropas iraquíes oficiales realizaban brutales torturas y asesinatos por venganza de los prisioneros del EI capturados. Los supuestamente capturados terroristas fueron golpeados, disparados, decapitados, desmembrados y arrojados desde edificios por las fuerzas iraquíes con los restos mutilados y fotos publicadas en línea. Entre las fotografías colgadas en foros iraquíes y prochiíes, así como en Instagram, había imágenes de combatientes del EI decapitados, arrastrados detrás de camiones y arrojados desde edificios altos. Se informó que los asesinatos fueron una venganza por atrocidades similares cometidas por el EI, especialmente la masacre del Campo Speicher de junio de 2014. En respuesta a las acusaciones, el ejército iraquí prometió una investigación.
Para el 14 de marzo, unos 60 o 70 terroristas quedaban escondidos en Tikrit, y los comandantes iraquíes aseguraron ser capaces de purgar la ciudad por completo de la presencia del enemigo en cuestión de días, en un enfoque lento y metódico para minimizar las bajas por la gran cantidad de bombas y trampas cazabobos colocados por el EI en la urbe. Al parecer, se produjo un cese temporal del avance, con el fin de traer especialistas y tropas de élite con más experiencia en el combate urbano, para realizar la ofensiva final en el centro de la ciudad.
El general iraní Qasem Soleimani habría asumido un papel destacado tanto en la planificación como en la ejecución de la ofensiva para liberar a Tikrit del EI. Hubo un aumento reportado de refuerzos materiales para las fuerzas aliadas durante las últimas etapas de la operación: grandes cantidades de armamento iraní llegaron a la línea del frente. Se dice que incluyen tanques, sistemas de cohetes, vehículos de combate y VANT, tal como funcionarios estadounidenses dijeron al New York Times que Irán los había enviado hacia Tikrit, y la agencia de noticias estatal iraní Fars News afirmó que éstos estaban en el aire sobre la ciudad.
El 16 de marzo, varios medios de prensa informaron sobre la destrucción de la tumba de Sadam Huseín en Tikrit. Soldados aliados declararon que el EI había plantado bombas en todo el mausoleo y llenaron todo el complejo de trampas cazabobos, en un intento de tender una emboscada a los atacantes. El edificio fue completamente demolido y solo quedaron los pilares.

### Bombardeos y retirada parcial de las milicias
El 25 de marzo y a petición iraquí, el gobierno de Estados Unidos decidió lanzar una ofensiva aérea sobre Tikrit. De esta manera se estableció una colaboración implícita de Washington con Teherán. Sin embargo, el asalto por tierra fue postergado por dos días, debido a desacuerdos entre elementos de las fuerzas progubernamentales.
Las fuerzas terrestres aliadas mostraron diversas reacciones ante la participación estadounidense, un vocero de Asa'ib Ahl al-Haq afirmó: 

Anunciamos que vamos a suspender nuestras operaciones, ya que no aceptaremos que el gobierno iraquí le entregue la victoria a los estadounidenses en bandeja de oro. Los bombardeos de EE. UU. ya no son necesarios, puesto que ya liberamos el 90% de Tikrit. No vamos a dejar que los estadounidenses se lleven la gloria por el trabajo que están haciendo para liberar el 10%.

Sin embargo, el principal comandante de los grupos paramilitares, Hadi Al Ameri, sostuvo que: 

A mi entender, el Primer Ministro Haider Al Abadi hizo la solicitud. Sin embargo, respetamos su decisión.

Para ese momento, se estimaba que el número de terroristas del EI, que controlaba el 40% de la urbe, era de entre 500 y 750 yihadistas fuertemente armados.
El 27 de marzo, todas las milicias chiíes, a excepción de Badr, se retiraron de la contienda.
Los primeros tres días de ataque aéreos internacionales no arrojaron buenos resultados. El combate en tierra se producía en ida y vuelta, con el mismo territorio cambiando de manos cada media hora. El ejército no tenía ningún apuro en recuperar el centro de Tikrit, especialmente debido a que sentían que era necesario cambiar sus planes luego de la retirada de las fuerzas paramilitares.
El 29 de marzo, un intento del ejército de avanzar desde el sur fue repelido por el EI, cuando los terroristas destruyeron una excavadora usada por los militares para arrasar con las trampas cazabobos. En las 72 horas previas, 17 soldados habían muerto y 100 habían resultado heridos en combates callejeros. La RAF ofreció cobertura aérea y destruyó un TBP del EI posicionado debajo de un puente.

### Limpieza de la ciudad
El 1 de abril, se reportó que 150 terroristas habían muerto, reduciendo el número de yihadistas presentes en la urbe a alrededor de 250. Ese mismo día, las fuerzas iraquíes aseguraron haber recuperado el 95% de Tikrit, y que solo quedaban 30 islamistas, atrincherados en casas el norte de la urbe. También reportaron que esperaban alcanzar la victoria en las próximas horas. Mientras tanto, las fuerzas de seguridad comenzaron a desmantelar trampas cazabobos dejadas por el EI. Sin embargo, un funcionario afirmó que solo se habían hecho con la mitad de la ciudad.
Para el 2 de abril, las fuerzas iraquíes habían avanzado hasta recapturar el palacio presidencial de Sadam Huseín, en donde se reportó que 3 jerarcas del EI habían muerto. Sin embargo, aún se informaba sobre resistencia esporádica en los barrios de Qadisiya y Alam, en donde aún quedaban algunos cientos de yihadistas. 
El 3 de abril, el líder chií Hadi Al Ameri aseguró que después de Saladino, el próximo objetivo sería Ambar, antes de ir por Mosul. Ese mismo día, un funcionario confirmó que, luego de asegurar Tikrit, los soldados serían enviados a Baiji.
El 4 de abril, el capitán Mahmoud al-Sadi aseguró que «No hay bolsillos de resistencia dentro de Tikrit». La batalla había dejado a la ciudad en ruinas, y un mayor de la policía reportó que «La situación ahora está en calma».
El 5 de abril, se informó que aún quedaban 500 yihadistas en el barrio de Qasidiya. Ese mismo día, fueron abatidos 12 terroristas en las afueras de Tikrit.
Los combates continuaron durante los siguientes días. El 7 de abril, el director del departamento antiexplosivos murió al estallar una bomba dentro de una casa en Qasidiya. Durante las siguientes 48 horas, fueron muertos 79 terroristas a lo largo de la ciudad, sufriendo también el ejército algunas bajas.
Entre el 10 y 11 de abril, las fuerzas de seguridad continuaron despejando los últimos bolsillos de resistencia en Tikrit.
El 17 de abril de 2015, las tropas iraquíes afirmaron haber abatido al considerado mano derecha de Sadam Huseín, el líder baazista Izzat Ibrahim al-Duri, que habría actuado contra las fuerzas de la coalición internacional durante la guerra de Irak. Se ha afirmado que fue uno de los líderes más importantes del Estado Islámico, y que a su vez mantuvo vínculos con Al Qaeda. Sin embargo, su alianza con dichos grupos fue tensa y acabó pidiendo en su último discurso, a principios de abril de 2015, ayuda a los países árabes para liberar a Irak de los islamistas y de los iraníes. No obstante, el Partido Baaz negó que lo sea y afirmó que seguía vivo y liderando la milicia baazista.